# Pristimantis cruciocularis
Espèce
Synonymes
- Eleutherodactylus cruciocularis Lehr, Lundberg, Aguilar & von May, 2006

Statut de conservation UICN

 LC  : Préoccupation mineure
Pristimantis cruciocularis est une espèce d'amphibiens de la famille des Craugastoridae.

## Répartition
Cette espèce est endémique du centre du Pérou. Elle se rencontre dans les régions de Huánuco et de Pasco entre 1 330 et 1 850 m d'altitude dans la cordillère Orientale.

## Publication originale
- Lehr, Lundberg, Aguilar & von May, 2006 : New species of Eleutherodactylus (Anura: Leptodactylidae) from the eastern Andes of central Peru with comments on central Peruvian Eleutherodactylus. Herpetological Monographs, vol. 20, p. 105-128.